# Pleurotomaria pericarinata
Pleurotomaria pericarinata is een fossiele slakkensoort uit de familie van de Pleurotomariidae. De wetenschappelijke naam van de soort is voor het eerst geldig gepubliceerd in 1847 door Hall.